# LG G Pro Lite
LG G Pro Lite è uno smartphone progettato e realizzato da LG Electronics. È stato annunciato il 10 ottobre 2013 e messo in commercio nel novembre del 2013.

## Hardware

### Processore
LG G Pro Lite ha un processore MediaTek MT6577 Dual-core ARM Cortex-A9 a 1.0 GHz. È anche presente un processore grafico PowerVR SGX531 a 200 MHz.

### Memoria
LG G Pro Lite dispone di 1 GB di RAM e 8 GB di memoria interna che può essere espansa tramite microSD fino a 32 GB.

### Schermo
Il telefono dispone di un display IPS LCD di 5.5" con una risoluzione di 540x960 e 16 milioni di colori con una densità di ~200 PPI.

### Fotocamera
LG G Pro Lite dispone di una fotocamera di 8 MP retro-illuminata con flash LED. Il telefono cellulare è anche in grado di registrare video FullHD a 1080p a 30 FPS. La fotocamera supporta lo zoom digitale fino a 8X d'ingrandimento.

### Batteria
LG G Pro Lite è alimentato da una batteria al litio da 3140 mAh

## Caratteristiche del software e dei servizi
LG G Pro Lite ha a bordo Android 4.1.2 Jelly Bean con LG Optimus UI 3.0.